# Mareuil-sur-Lay-Dissais
Mareuil-sur-Lay-Dissais è un comune francese di 2 787 abitanti situato nel dipartimento della Vandea nella regione dei Paesi della Loira.

## Società

### Evoluzione demografica
Abitanti censiti